# Cucullia scrophulariphila
Cucullia scrophulariphila är en fjärilsart som beskrevs av Otto Staudinger 1859. Cucullia scrophulariphila ingår i släktet Cucullia och familjen nattflyn. Inga underarter finns listade i Catalogue of Life.